# Ждановський Євген Тадейович
Євген Тадейович Ждано́вський (нар. березень 1892, Ясинуватка — пом. 8 серпня 1949, Сибір) — український і болгарський співак (бас).

## Біографія
Народився у березні 1892 року в селі Ясинуватці (нині у межах міста Миколаєва, Україна). Освіту здобув в Одеській духовній семінарії, де був солістом церковного хору. Протягом 1908—1912 років навчався у Московській консерваторії, був учнем Варвари Зарудної. 1911 року у Москві дебютував на сцені.
Упродовж 1912—1917 років був солістом Опери Сергія Зиміна; у 1919—1924 роках — Большого театру у Москві. На початку 1920-х років гастролював в Одесі, Києві.
1924 року виїхав до Італії, де в Мілані удосконалював майстерність у професора Вітторіо Ванцо. Одночасно у 1925—1929 роках був солістом міланського театру «Ла Скали». З 1929 року — болгарський підданий. У 1929—1944 роках — соліст Софійської народної опери.
Гастролюваа в Мадриді (театр «Реал», 1924), Римі, Наваррі, Вероні, Болоньї, Палермо, Мілані («Ла Скала», 1930, 1933, 1938, 1941), Барселоні, Празі, Парижі, Ріо-де-Жанейро, Буенос-Айресі, співав у Нью-Йорку («Метрополітен-опера»).
У 1944 році репресований. Загинув 8 серпня 1949 року у Сибіру. Посмертно реабілітований.

## Партії
- Руслан, Сусанін («Руслан і Людмила», «Життя за царя» Михайла Глінки);
- Борис Годунов, Іван Хованський («Борис Годунов», «Хованщина» Модеста Мусоргського);
- Салтан («Казка про царя Салтана» Миколи Римського-Корсакова);
- Мефістофель («Фауст» Шарля Ґуно);
- Мельник («Русалка» Олександра Даргомижського);
- Галицький («Князь Ігор» Олександра Бородіна);
- Фафнер, Хундінг, Генріх Птахолов («Золото Рейну», «Валькірія», «Лоенгрін» Ріхарда Вагнера),
- Ніла канта («Лакме» Лео Деліба);
- Великий інквізитор («Дон Карлос» Джузеппе Верді);
- Альвізе («Джоконда» Амількаре Понк'єллі);
- Осмін («Викрадення із сералю» Вольфганга Амадея Моцарта).